# 西澤諭志
西澤諭志（にしざわ さとし、1983年 - ）は日本の写真家、映像作家。フィクション対リアルの二元論への違和に基づく奇妙な無人の日常隅景を写真化している。近年は、カメラで記録した身辺の映像から、細部の社会的、経済的な側面へも目を向ける為の作品を発表。 映像作家の鈴木光、石川翔平と、ジャンルの境界を越え国内外の映像作品を紹介する上映会「Experimental film culture in Japan」の主催にも携わる。牛腸茂雄の夭折により、理解されることなく途絶えたコンポラ写真の系譜を受け継ぐ作家として、安村崇、小山泰介、武田陽介、中島大輔らと共に美術評論家の清水穣にネオ・コンポラと論じられている。

## 経歴
- 1983年、長野県生まれ。
- 2008年、東北芸術工科大学情報デザイン学科映像コース卒業。
- 2007年、第16回写真新世紀　佳作（南條史生、具本昌、榎本了壱選）。
- 2008年、第17回写真新世紀　佳作（飯沢耕太郎選）。

## 展覧会

### 個展
- 「写真／絶景　そこにあるもの」（INAXギャラリー、東京、2009）
- 「過視は不可視か」（SANAGI FINE ARTS、東京、2009）
- 「ドキュメンタリーのハードコア」（SANAGI FINE ARTS、東京、2011）
- 「Parrhesia #013 西澤諭志　［普通］ふれあい・復興・発揚」（TAPギャラリー、東京、2018）
- 「仙台写真月間2019　［普通］ふれあい・復興・発揚」（仙台アーティストランプレイス、宮城、2019）
- 「クリテリウム98 西澤諭志」（水戸芸術館現代美術センター 現代美術ギャラリー第９室、水戸、2022）
- 「1日外出券」（YAU STUDIO、東京、2025、企画：長谷川新）